# Sweep
Sweep o los Sweeps es el nombre 3 personajes del mundo ficticio de Transformers, estos 3 guerreros pertenecen a la tercera agrupación de los Seekers un subgrupo de los Decepticons que se encarga en el rastreo aéreo y aunque también terrestre son comandados por Cyclonus quien es el segundo al mando de los Decepticons quienes son liderados por Galvatron.

## Acerca de los Sweeps
Los Sweeps son los secuaces de Scourge creados por Unicron en la película de Transformers: The Movie (1986) que vienen a ser los alteregos de los Insecticons Kickback y Shrapnel en aquella batalla de Ciudad Autobot cuando estos quedadon gravemente heridos. Los Sweeps son muy similares a visualización de Scourge, aunque Los Sweeps no necesariamente tienen voces iguales. Aunque sólo unos pocos son vistos inicialmente durante la amenaza de Unicron, no parece ser una fuente muy importante más adelante en la tercera temporada de la serie.
Sólo tres Sweeps han sido agraciados con personalidades definidas y los identificadores, es decir que a veces salen más de dos, seis y siete Sweeps.